# Filosofia politica

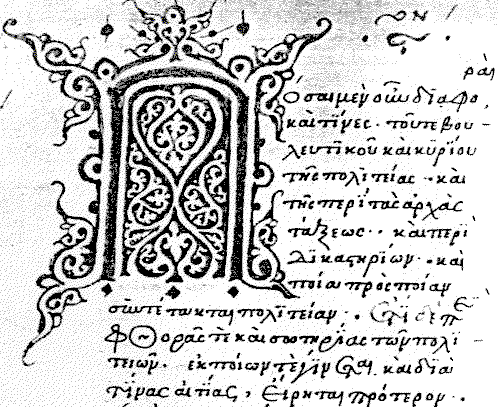
Manoscritto contenente il Libro IV della Politica di Aristotele

Filosofia politica o teoria politica è lo studio dei concetti, dei fondamenti e dei modelli dell'attività politica. Essa può occuparsi della costruzione di teorie normative della società, della riflessione sui significati dell'agire politico, o del rapporto tra politica e altri ambiti della vita.
Questa disciplina si occupa, soprattutto, della politica intesa come l'insieme di mezzi che permettono di ottenere gli effetti voluti: così si esprimeva Aristotele, il quale, nel suo trattato Politica, oltre a definire le funzioni dello Stato e le sue forme di governo, formula ipotesi per realizzare il buon governo della città.
Uno dei problemi fondamentali della filosofia politica è il rapporto tra l'agire politico e l'agire morale. Secondo alcuni l'azione umana riconosciuta moralmente giusta non corrisponde necessariamente a un'azione politicamente valida e viceversa. A questa posizione tuttavia si oppone l'oggettività della posizione platonica: poiché la politica è l'applicazione del bene comune al fine di rimuovere tutti gli ostacoli che si frappongono tra l'individuo e la sua completa realizzazione, allora non è possibile pensare a una politica giusta che non faccia il bene, e qualsiasi altro intendimento è una machiavellica realpolitik che ha come fine il dominio e non il bene.

## Storia

### Tradizioni antiche

#### India antica
La filosofia politica indiana nei tempi antichi ha delineato una netta distinzione tra (1) nazione e stato (2) religione e stato. Le costituzioni degli stati indù si sono evolute nel tempo e si basavano su trattati politici e legali e istituzioni sociali prevalenti. Le istituzioni dello stato erano ampiamente divise in governance, diplomazia, amministrazione, difesa, legge e ordine. Mantranga, il principale organo di governo di questi stati, era composto dal re, dal primo ministro, dal comandante in capo dell'esercito, dal sommo sacerdote del re. Il primo ministro presiedeva il comitato dei ministri insieme al capo dell'esecutivo (Maha Amatya).
Chanakya fu un filosofo politico indiano del IV secolo a.C. L'Arthashastra fornisce un resoconto della scienza della politica per un sovrano saggio, politiche per gli affari esteri e le guerre, il sistema di uno stato spia e sorveglianza e la stabilità economica dello stato.  Chanakya cita diverse autorità tra cui Bruhaspati, Ushanas, Prachetasa Manu, Parasara e Ambi, e si descrisse come un discendente di una stirpe di filosofi politici, con suo padre Chanaka come suo immediato predecessore.  Un altro influente trattato indiano esistente sulla filosofia politica è il Sukra Neeti.  Un esempio di un codice di leggi nell'antica India è il Manusmṛti o Leggi di Manu.

#### Cina antica
La filosofia politica cinese risale al periodo delle primavere e degli autunni, in particolare con Confucio nel VI secolo a.C. La filosofia politica cinese fu sviluppata come risposta al crollo sociale e politico del paese caratteristico del periodo delle primavere e degli autunni e del periodo degli Stati combattenti . Confucio fu il primo pensatore a mettere in relazione l'etica con l'ordine politico. Le principali filosofie durante il periodo, il confucianesimo, il legalismo, il moismo, l'agrarianesimo e il taoismo, avevano ciascuna un aspetto politico nelle loro scuole filosofiche. Filosofi come Confucio, Mencio e Mozi, si concentrarono sull'unità politica e sulla stabilità politica come base delle loro filosofie politiche. Il confucianesimo sosteneva un governo gerarchico e meritocratico basato sull'empatia, la lealtà e le relazioni interpersonali. Il legalismo sosteneva un governo altamente autoritario . Il moismo sosteneva un governo comunitario e decentralizzato incentrato sulla frugalità e l'ascetismo. Gli Agrari sostenevano un comunalismo utopico contadino e l'egualitarismo.  Il Taoismo sosteneva un proto anarchismo. Il legalismo era la filosofia politica dominante della dinastia Qin, ma fu sostituito dal Confucianesimo di Stato nella dinastia Han. Ognuno aveva anche aspetti religiosi o mitici che giocavano sul modo in cui vedevano l'equità nel governo.
Prima che la Cina adottasse il comunismo, il confucianesimo di Stato rimase la filosofia politica dominante fino al XX secolo.

#### Grecia antica
La filosofia politica occidentale ha origine nella filosofia dell'antica Grecia, dove la filosofia politica risale almeno a Platone. L'antica Grecia era dominata dalle città-stato, che sperimentavano varie forme di organizzazione politica. Platone raggruppò le forme di governo in cinque categorie di stabilità e moralità decrescenti: repubblica, timocrazia, oligarchia, democrazia e tirannia. Una delle prime, estremamente importanti opere classiche di filosofia politica è la Repubblica di Platone,  seguita dalla Politica e dall'Etica nicomachea di Aristotele.  Aristotele è noto per le teorie secondo cui gli esseri umani sono animali sociali e che la polis (antica città-stato greca) esisteva per realizzare la buona vita appropriata a tali animali.  La filosofia politica romana fu influenzata dagli stoici e dallo statista romano Cicerone.

### Platone

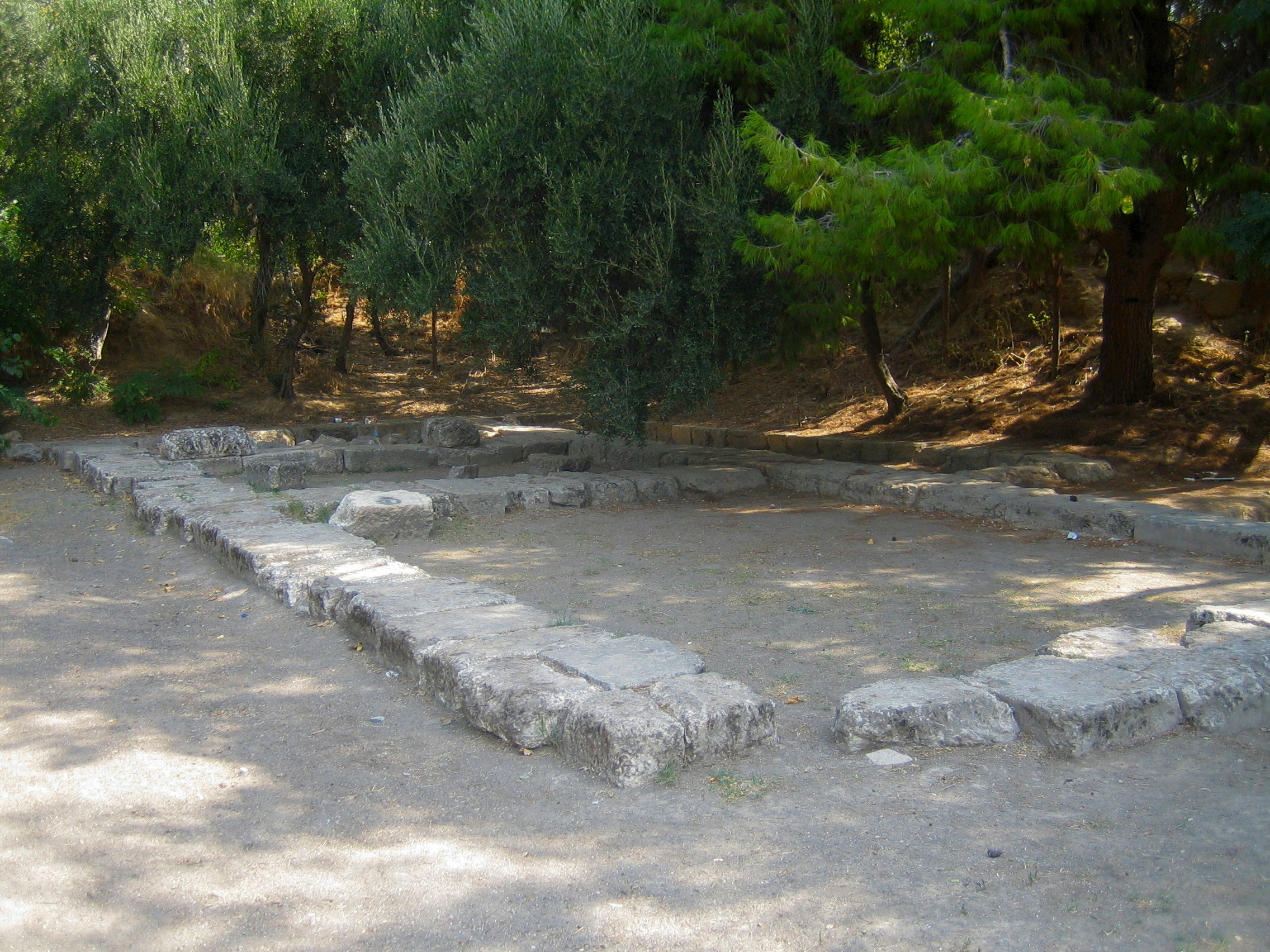
Resti archeologici dell'Accademia di Platone

Tutta la filosofia di Platone è legata alla riflessione sulla politica. A questo proposito è particolarmente rilevante la trattazione che ne fa nel dialogo La Repubblica.
Qui Platone profila uno Stato ideale, una città utopica dove vige la giustizia perfetta. Platone modella questa città non solo per studiare la migliore città immaginabile, ma anche per scoprire come gli individui dovrebbero vivere al meglio. La città ideale, secondo Platone dovrebbe avere tre classi sociali: gente (dall'anima) aurea (governanti), gente (dall'anima) argentea (guerrieri) e gente (dall'anima) bronzea (lavoratori).
- classe dei lavoratori (popolo, caratteristica la temperanza (sophrosúnê); La parte dell'anima: concupiscibile)
- classe dei guardiani (phylakes o guerrieri, caratteristica il coraggio (andreia); parte dell'anima: irascibile)
- classe governativa (filosofi sovrani, caratteristica saggezza (sophía); parte dell'anima: razionale);

Quest'ultima classe deve essere al potere, in quanto classe di innata sensibilità, di inesauribile curiosità intellettuale; i filosofi vogliono capire e non solo constatare, ma anche far funzionare la convivenza.

### Plutarco

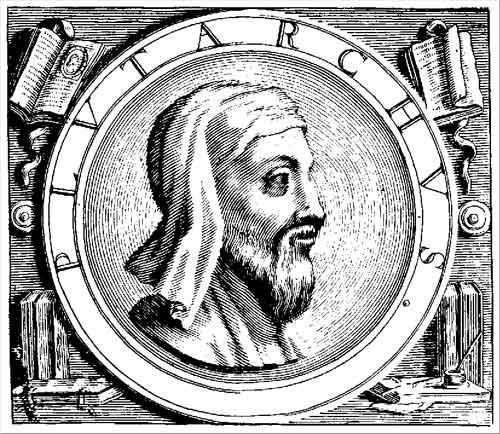
Il filosofo greco Plutarco

Plutarco, scrittore e filosofo greco, studiò ad Atene e fu fortemente influenzato dalla filosofia di Platone e dall'idea del filosofo come politico.
Le sue Vite parallele, pur essendo un'opera biografica, influenzarono la cultura (soprattutto la cultura dell'élite sociale) per lungo tempo. Si tratta di una serie di biografie di uomini celebri, giustapposte a coppie (una personalità greca e una romana) allo scopo di profilare vizi o virtù morali comuni a entrambi.
Sono pervenute ventitré coppie di biografie, oltre a quattro biografie spaiate.

### Europa medievale
La filosofia politica medievale in Europa fu fortemente influenzata dal pensiero cristiano. Aveva molto in comune con il pensiero islamico mutazilita in quanto i cattolici romani pensavano che subordinare la filosofia alla teologia non sottoponesse la ragione alla rivelazione ma, in caso di contraddizioni, subordinasse la ragione alla fede come l'asharita dell'Islam. Gli scolastici, combinando la filosofia di Aristotele con il cristianesimo di Sant'Agostino, sottolinearono la potenziale armonia insita nella ragione e nella rivelazione.  La filosofia politica scolastica dominò il pensiero europeo per secoli, fino al Rinascimento. 
Alcuni filosofi politici medievali, come Tommaso d'Aquino nella sua Summa Theologiae, svilupparono l'idea che un re che è un tiranno non è affatto un re e potrebbe essere rovesciato. Altri, come Nicole Oresme nel suo Livre de Politiques , negarono categoricamente questo diritto di rovesciare un sovrano ingiusto. La Magna Charta, vista da molti come una pietra angolare della libertà politica anglo-americana, propone esplicitamente il diritto di rivoltarsi contro il sovrano per amore della giustizia. Altri documenti simili alla Magna Charta si trovano in altri paesi europei come la Spagna e l'Ungheria.

#### Sant'Agostino
La filosofia cristiana primitiva di Agostino di Ippona fu fortemente influenzata da Platone. Un cambiamento fondamentale apportato dal pensiero cristiano fu la moderazione dello stoicismo e della teoria della giustizia del mondo romano, così come l'enfasi sul ruolo dello stato nell'applicazione della misericordia come esempio morale . Agostino predicò anche che uno non era un membro della sua città, ma era un cittadino della Città di Dio (Civitas Dei) o della Città Terrena (Civitas Terrena). La Città di Dio di Agostino è un'opera influente di questo periodo che attaccò la tesi, sostenuta da molti cristiani romani, che la visione cristiana potesse essere realizzata sulla Terra.

#### San Tommaso d'Aquino
Forse il filosofo politico più influente dell'Europa medievale fu San Tommaso d'Aquino che contribuì a reintrodurre le opere di Aristotele, che erano state trasmesse all'Europa cattolica solo attraverso la Spagna musulmana, insieme ai commentari di Averroè. Tommaso d'Aquino si occupò meticolosamente delle varietà di filosofia del diritto. Secondo Tommaso, ci sono quattro tipi di diritto:
1. Legge eterna ("il governo divino di ogni cosa")
2. Legge divina positiva (essendo stata "posta" da Dio; esterna alla natura umana)
3. Diritto naturale (il modo giusto di vivere, scopribile dalla ragione naturale; ciò che non può essere conosciuto; interno alla natura umana)
4. Diritto umano (ciò che comunemente chiamiamo " diritto " - incluso il diritto consuetudinario ; il diritto della Communitas Perfecta)

Tommaso non discute mai la natura o la categorizzazione del diritto canonico. C'è un dibattito accademico che circonda il posto del diritto canonico all'interno del quadro giurisprudenziale tomistico. Tommaso è stato un pensatore incredibilmente influente nella tradizione del diritto naturale.
Nel sintetizzare la teologia cristiana e l'insegnamento peripatetico (aristotelico) nel suo Trattato sul diritto, Tommaso sostiene che il dono divino della ragione superiore, manifestato nel diritto umano attraverso le virtù divine, cede il passo all'assemblea del governo giusto.

### Evoluzione politica islamica
L'ascesa dell'Islam, basata sia sul Corano che su Maometto, alterò fortemente gli equilibri di potere e le percezioni dell'origine del potere nella regione del Mediterraneo. La filosofia islamica primitiva enfatizzò un legame inesorabile tra scienza e religione e il processo di jtihad per trovare la verità: in effetti tutta la filosofia era "politica" in quanto aveva implicazioni reali per la governance. Questa visione fu contestata dai filosofi mutaziliti "razionalisti", che sostenevano una visione più ellenica, la ragione al di sopra della rivelazione, e come tali sono noti agli studiosi moderni come i primi teologi speculativi dell'Islam; erano sostenuti da un'aristocrazia secolare che cercava la libertà di azione indipendente dal Califfato. Entro il tardo periodo antico, tuttavia, la visione "tradizionalista" asharita dell'Islam aveva in generale trionfato. Secondo gli ashariti, la ragione deve essere subordinata al Corano e alla Sunna.
La filosofia politica islamica era, in effetti, radicata nelle fonti stesse dell'Islam, vale a dire, il Corano e la Sunnah, le parole e le pratiche di Muhammad, rendendola così essenzialmente teocratica. Tuttavia, nel pensiero occidentale, si suppone generalmente che fosse un'area specifica peculiare solo dei grandi filosofi dell'Islam: al-Kindi (Alkindus), al-Farabi (Abunaser), İbn Sina (Avicenna), Ibn Bajjah (Avempace) e Ibn Rushd (Averroè). Le concezioni politiche dell'Islam come kudrah (potere), sultano, ummah, cemaa (obbligo) e persino i termini "fondamentali" del Corano, vale a dire ibadah (adorazione), din (religione), rab (maestro) e ilah (divinità), sono prese come base di un'analisi. Quindi, non solo le idee dei filosofi politici musulmani, ma anche molti altri giuristi e ulama hanno proposto idee e teorie politiche. Ad esempio, le idee dei Khawarij nei primissimi anni della storia islamica su Khilafa e Ummah, o quelle dell'Islam sciita sul concetto di Imamah sono considerate prove di pensiero politico. Gli scontri tra l'Ehl-i Sunna e lo Sciismo nel VII e VIII secolo avevano un autentico carattere politico. Il pensiero politico non era tuttavia puramente radicato nel teismo. L'aristotelismo fiorì quando l'età dell'oro islamica vide l'ascesa di una continuazione dei filosofi peripatetici che implementarono le idee di Aristotele nel contesto del mondo islamico. Abunaser, Avicenna e Ibn Rushd facevano parte di questa scuola filosofica che sosteneva che la ragione umana superava la mera coincidenza e la rivelazione. Credevano, ad esempio, che i fenomeni naturali si verificassero a causa di certe regole (fatte da Dio), non perché Dio intervenisse direttamente (a differenza di Al-Ghazali e dei suoi seguaci).
Altri notevoli filosofi politici dell'epoca includono Nizam al-Mulk, uno studioso persiano e visir dell'Impero Selgiuchide che compose il Siyasatnama , o Libro del Governo in italiano. In esso, egli descrive in dettaglio il ruolo dello stato in termini di affari politici (ad esempio come trattare con gli oppositori politici senza rovinare l'immagine del governo), così come il suo dovere di proteggere i poveri e ricompensare i meritevoli. Nella sua altra opera, spiega come lo stato dovrebbe affrontare altre questioni come la fornitura di posti di lavoro agli immigrati come i turkmeni che provenivano dal nord (l'attuale Russia meridionale, Kazakistan, Turkmenistan e Uzbekistan).

#### Ibn Khaldun
Lo studioso arabo del XIV secolo Ibn Khaldun è considerato uno dei più grandi teorici politici. Il filosofo-antropologo britannico Ernest Gellner considerava la definizione di governo di Ibn Khaldun , "...un'istituzione che impedisce l'ingiustizia diversa da quella che commette essa stessa", la migliore nella storia della teoria politica. Per Ibn Khaldun, il governo dovrebbe essere limitato al minimo perché, in quanto male necessario, è la costrizione degli uomini da parte di altri uomini.

### Rinascimento europeo
Durante il Rinascimento la filosofia politica secolare cominciò a emergere dopo circa un secolo di pensiero politico teologico in Europa. Mentre il Medioevo vide la politica secolare in pratica sotto il dominio del Sacro Romano Impero, il campo accademico era interamente scolastico e quindi di natura cristiana.

#### Niccolò Machiavelli
Una delle opere più influenti durante questo periodo fiorente fu Il Principe di Niccolò Machiavelli, scritto tra il 1511 e il 1512 e pubblicato nel 1532, dopo la morte di Machiavelli. Quell'opera, così come I Discorsi, un'analisi rigorosa dell'antichità classica, contribuì molto a influenzare il pensiero politico moderno in Occidente. Una minoranza (tra cui Jean-Jacques Rousseau) interpretò Il Principe come una satira destinata a essere data ai Medici dopo la loro riconquista di Firenze e la successiva espulsione di Machiavelli da Firenze. Sebbene l'opera fosse stata scritta per la famiglia Medici al fine di influenzarli forse a liberarlo dall'esilio, Machiavelli sostenne la Repubblica di Firenze piuttosto che l'oligarchia della famiglia Medici .In ogni caso, Machiavelli presenta una visione pragmatica e in qualche modo consequenzialista della politica, in cui il bene e il male sono meri mezzi usati per raggiungere un fine, ovvero l'acquisizione e il mantenimento del potere assoluto. Thomas Hobbes, ben noto per la sua teoria del contratto sociale, continua ad ampliare questa visione all'inizio del XVII secolo durante il Rinascimento inglese. Sebbene né Machiavelli né Hobbes credessero nel diritto divino dei re, entrambi credevano nell'egoismo intrinseco dell'individuo. Fu necessariamente questa convinzione a portarli ad adottare un forte potere centrale come unico mezzo per prevenire la disintegrazione dell'ordine sociale.

### Thomas Hobbes

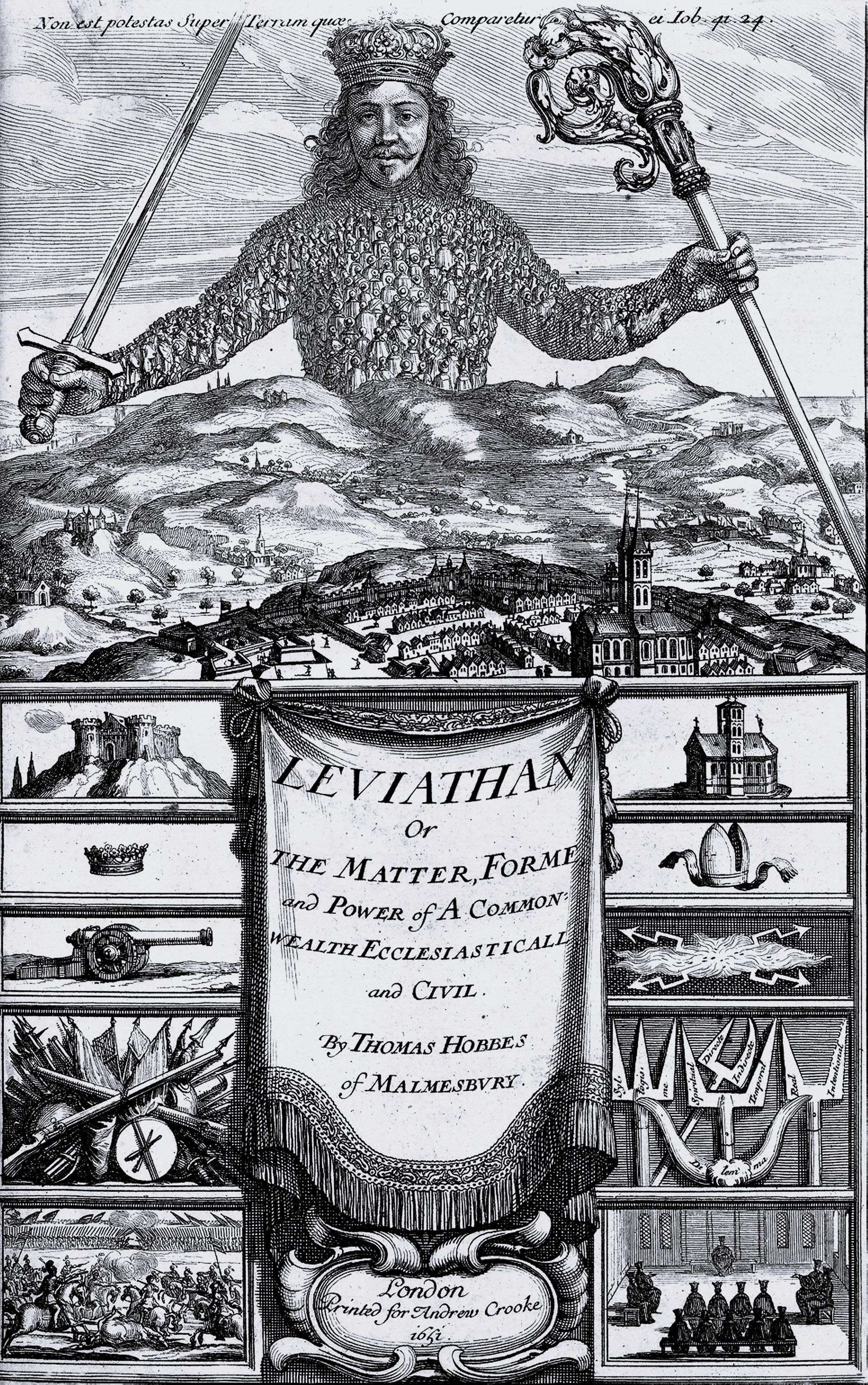
Il Leviatano, opera di filosofia politica di Thomas Hobbes, in un'edizione del 1651

Per Hobbes il potere politico doveva essere concentrato nelle mani di un sovrano assoluto o di un gruppo di uomini, questo perché secondo lui nello stato originario degli uomini (stato di natura) si è perennemente in guerra (bellum omnium contra omnes) e non ci si può dedicare ad altre attività.

### John Locke
John Locke invece è contrario al potere assoluto. Ciò deriva quindi da un diverso modo di concepire l'essere umano.
Secondo molti, John Locke è stato (inconsapevolmente) l'architetto della moderna concezione di democrazia liberale (fondata cioè sulla priorità della libertà e dei diritti naturali). Le sue idee, espresse nella sua opera Secondo trattato sul governo civile, hanno esercitato grande influenza sulla formazione della filosofia politica dei padri fondatori delle repubbliche liberali statunitense e francese. Sono chiaramente di derivazione lockiana le seguenti frasi tratte dalla Dichiarazione di Indipendenza e dalla Costituzione degli Stati Uniti d'America:
(dalla Dichiarazione di indipendenza degli Stati Uniti d'America, 1776)
Le tesi di Locke si oppongono quasi radicalmente all'impianto filosofico hobbesiano, nonostante alcuni punti di convergenza.

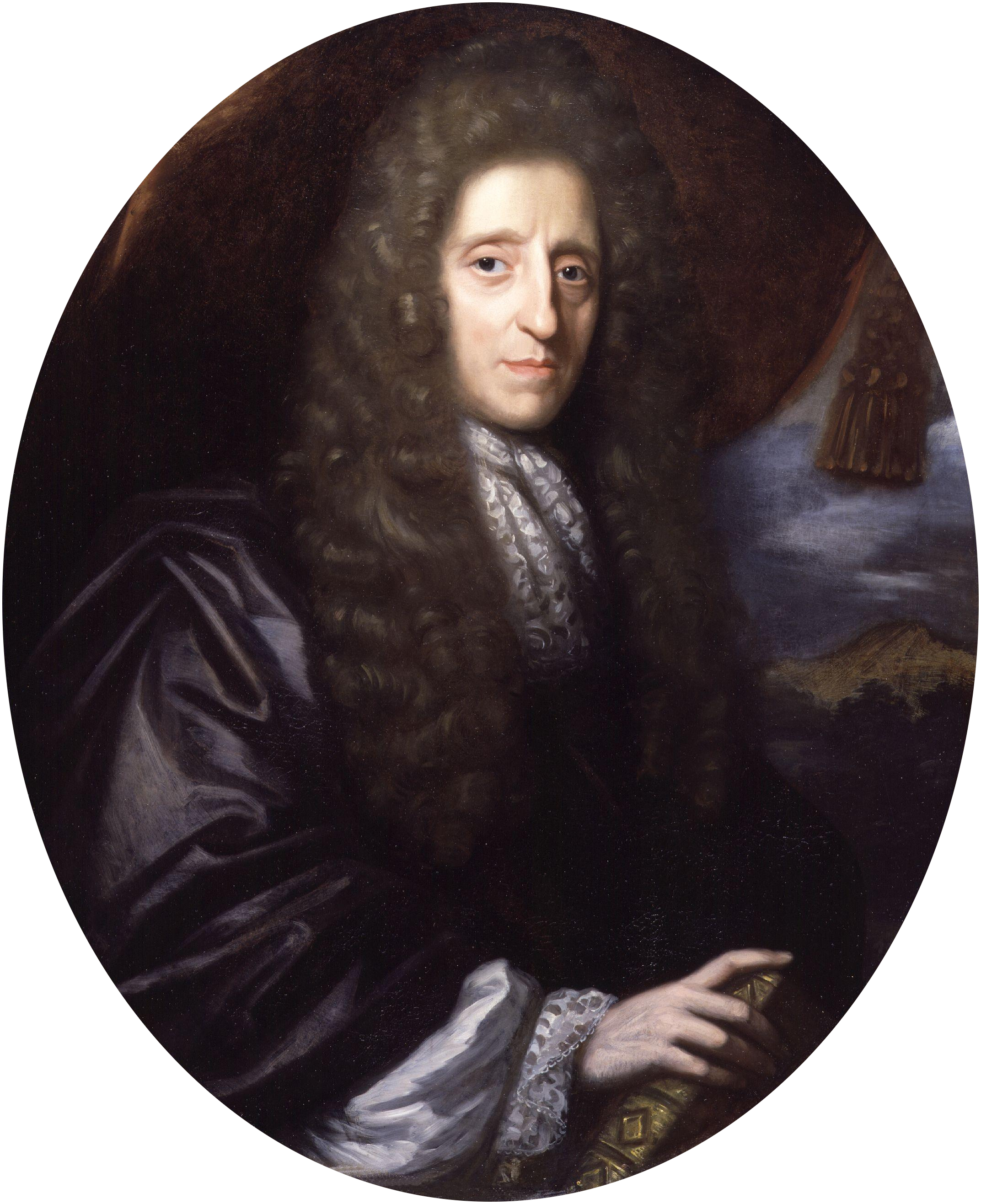
Il filosofo John Locke in un ritratto di Herman Verelst

Intanto, Locke distingue lo stato di natura (o stato pre-politico) dallo stato di guerra: quest'ultimo infatti, a differenza del primo, può manifestarsi anche in società già pienamente strutturate. Nello stato pre-politico (che rimane sempre una costruzione filosofica più che un vero e proprio stadio antropologico) gli uomini vivevano senza un corpo di leggi definito, e vivevano in pace, tranquillamente, preoccupandosi esclusivamente della propria sussistenza e del proprio benessere. Così come ipotizza Hobbes, anche nella costruzione lockiana l'uomo nasce libero e uguale agli altri, ma la grande novità è che non possiede più quel connotato, quasi infernale, di homo homini lupus che gli era stato attribuito dal padre del contrattualismo.
Ha certamente istinti egoistici, ma prova anche compassione e altruismo per il prossimo (sebbene rimangano sentimenti privi di vera e propria moralità). Non ci sono leggi che lo governano, con l'eccezione della legge di natura: «Nessuno deve recar danno agli altri nella vita, nella salute o nei possessi», a meno che non sia strettamente necessario alla propria sopravvivenza (e proprio per questo motivo Locke formalizza anche un legittimo diritto all'autodifesa). Tuttavia, sebbene gli uomini vivano pacificamente, è possibile che certi uomini trasgrediscano la legge di natura (la pace non è garantita, così come avviene in Hobbes), ed è qui che nasce la legge civile, ovvero il contratto secondo il quale i diritti individuali vengono garantiti da un'autorità pubblicamente accettata («rule of law», o Stato di diritto). Infatti, nello stato di natura, ogni uomo è giudice di sé stesso: la giustizia è dunque soggettiva, il che e la mano, e così via.
Inoltre, nello stato di natura, non tutti possono realizzare la giustizia, e c'è il rischio che chi viene punito si vendichi perché ritiene di aver subito un'ingiustizia: manca un giudice neutrale e obiettivo. Questo concetto è particolarmente importante sulle questioni riguardanti la proprietà, che Locke considera un diritto naturale inviolabile, al pari della libertà. Ma chi decide dove comincia la proprietà? In che momento un uomo può dire "questo è mio"? Nell'impianto filosofico lockiano si distinguono beni naturali e beni artificiali: i primi sono forniti direttamente dalla natura (come la frutta o l'acqua di un fiume), i secondi scaturiscono dall'applicazione del lavoro da parte dell'uomo. Dunque un bene naturale (come una mela) può diventare artificiale dal momento che viene colta, attraverso quindi l'impiego di lavoro umano. In quel preciso istante in cui l'uomo coglie la mela (il «punto di prima applicazione») nasce la proprietà. Con questi presupposti filosofici, Locke mette in relazione (per la prima volta nella storia dell'uomo) lavoro umano e valore dei beni, commisurando quest'ultimo in base alla quantità del primo - tesi che, molto tempo dopo, verrà ripresa e sviluppata dallo stesso Marx nelle sue opere, in chiave del tutto diversa, ovviamente.
Per quanto riguarda i limiti del potere sovrano, Locke ritiene, al contrario di Hobbes, che il sovrano stesso sia parte integrante del contratto e quindi non può esser considerato al di sopra della legge; non può violare i diritti naturali di alcun individuo e non si può porre in una condizione assolutista: se ciò avvenisse il contratto decadrebbe e la società piomberebbe di nuovo nello stato di guerra, in cui ognuno è tenuto a giudicare e farsi giustizia da sé. Lo stato di guerra lockiano è, per molti versi, simile allo stato di natura hobbesiano. Inoltre, vi sono una serie di diritti che l'uomo possiede dalla nascita, indipendentemente dalla società, e di conseguenza non possono esser tolti o essere oggetto di limitazione (diritto alla libertà, uguaglianza, proprietà).

### Montesquieu
Filosofo per eccellenza della moderazione, Montesquieu è il padre del principio della divisione dei poteri e di quello dell'autonomia e dell'indipendenza della magistratura.
Il punto di partenza della sua riflessione, contenuta essenzialmente nell'opera Lo spirito delle leggi (1748), è la definizione del diritto naturale: per Montesquieu le leggi naturali sono rapporti necessari tra una serie di elementi costanti; il diritto naturale è dunque invariabile ed eterno proprio perché riguarda caratteristiche proprie dell'essere umano. Le leggi positive, viceversa, sono connotate come rapporti costanti tra elementi variabili e queste variabili sono dette variabili empirico - naturaliste. Quando elementi variabili si combinano danno dunque luogo alle leggi positive, le quali, proprio per questo motivo, sono prettamente mutevoli, a differenza delle leggi naturali. Il fattore variabile più importante nella creazione delle leggi positive è la forma di governo che contraddistingue un popolo; pertanto per conoscere le leggi positive proprie di un popolo è necessaria una catalogazione delle forme di governo. Montesquieu individua tre diverse forme di governo: monarchia, repubblica e tirannide.
Riprendendo l'impianto classificatorio di matrice platonico - aristotelica, Montesquieu distingue le specie di governo fisiologiche da quelle patologiche; tuttavia, a differenza di Platone e di Aristotele, individua la scriminante nella legge. Utilizzando il metodo comparativo, Montesquieu arriva ad affermare che una forma di governo non è patologica solo se il potere è sottoposto alla legge e a tal fine è necessaria non solo una separazione orizzontale dei poteri ma anche il loro reciproco controbilanciamento. In particolare secondo Montesquieu proprio il potere giurisdizionale, da lui definito come funzione delle cose che dipendono dal diritto civile, è quello che più tende a soverchiare il continuum legislativo-esecutivo. Per tale ragione Montesquieu, guardando al modello della giuria popolare inglese, arriva ad affermare che il giudice deve solo applicare e non interpretare la legge: deve essere insomma la bocca della legge. Oltre alla supremazia della legge e alla divisione dei poteri, un terzo elemento caratterizza una forma di governo fisiologica: la garanzia della libertà. A tale scopo è necessario che le leggi siano in generale chiare, conoscibili e comprensibili al popolo e in particolare quelle penali devono rispettare i principi di legalità, umanità e proporzionalità della pena.
Purtroppo quella che è stata il frutto di una dura lotta, pagata anche con il sangue, e che ha consentito la nascita dello Stato moderno, basato sulla legge, sulla tolleranza e sulla dialettica democratica, in molti paesi oggi rischia di diventare un retaggio del passato, nell'indifferenza di istituzioni malate. Il compito degli studiosi della politica è quello di trovare un rimedio a queste degenerazioni, senza ricadere nella situazione di disordine e di barbarie ipotizzato da Hobbes come connaturato alla natura ferina dell'uomo.

### Jean-Jacques Rousseau
Nel XVIII secolo Rousseau, attraverso l'idea di contratto sociale, afferma la necessità di una struttura politica democratica volta a tutelare al meglio i diritti dei cittadini, realizzando la volontà generale.

### Illuminismo europeo
Durante il periodo dell'Illuminismo, emersero nuove teorie su cosa fosse ed è l'essere umano e sulla definizione della realtà e sul modo in cui veniva percepita, insieme alla scoperta di altre società nelle Americhe e alle mutevoli esigenze delle società politiche (specialmente sulla scia della Guerra civile inglese, della Rivoluzione americana, della Rivoluzione francese e della Rivoluzione haitiana). Queste nuove teorie portarono a nuove domande e intuizioni da parte di pensatori come Thomas Hobbes, John Locke, Benjamin Constant e Jean-Jacques Rousseau.
Questi teorici erano spinti da due domande fondamentali: una, con quale diritto o necessità le persone formano gli stati; e due, quale potrebbe essere la forma migliore per uno stato. Queste domande fondamentali implicavano una distinzione concettuale tra i concetti di "stato" e "governo". Fu deciso che "stato" si sarebbe riferito a un insieme di istituzioni durature attraverso le quali il potere sarebbe stato distribuito e il suo uso giustificato. Il termine "governo" si sarebbe riferito a un gruppo specifico di persone che occupavano le istituzioni dello stato e creavano le leggi e le ordinanze da cui le persone, comprese loro stesse, sarebbero state vincolate. Questa distinzione concettuale continua a operare nella scienza politica, sebbene alcuni scienziati politici, filosofi, storici e antropologi culturali abbiano sostenuto che la maggior parte dell'azione politica in una data società avviene al di fuori del suo stato e che ci sono società che non sono organizzate in stati che tuttavia devono essere considerate in termini politici. Finché non è stato introdotto il concetto di ordine naturale, le scienze sociali non potevano evolversi indipendentemente dal pensiero teistico. A partire dalla rivoluzione culturale del XVII secolo in Inghilterra, che si diffuse in Francia e nel resto d'Europa, la società è stata considerata soggetta a leggi naturali simili a quelle del mondo fisico.
Le relazioni politiche ed economiche furono drasticamente influenzate da queste teorie, poiché il concetto di corporazione fu subordinato alla teoria del libero scambio, e il predominio cattolico romano della teologia fu sempre più messo in discussione dalle chiese protestanti subordinate a ogni stato-nazione, che (in un modo che la Chiesa cattolica romana spesso deplorò) predicavano anche nella lingua volgare o nativa di ogni regione. Il libero scambio, al contrario di queste teorie religiose, è una politica commerciale che non limita le importazioni o le esportazioni. Può anche essere inteso come l'idea del libero mercato applicata al commercio internazionale. Nel governo, il libero scambio è prevalentemente sostenuto dai partiti politici che detengono posizioni economiche liberali, mentre i partiti politici economicamente di sinistra e nazionalisti generalmente sostengono il protezionismo, l'opposto del libero scambio. Tuttavia, l'Illuminismo fu un attacco diretto alla religione, in particolare al cristianesimo. Il critico più esplicito della chiesa in Francia fu François Marie Arouet de Voltaire , una figura rappresentativa dell'Illuminismo.
Gli storici hanno descritto la descrizione di Voltaire della storia del cristianesimo come "propagandistica". Voltaire è in parte responsabile dell'attribuzione errata dell'espressione Credo quia absurdum ai Padri della Chiesa. In una lettera a Federico II, re di Prussia, datata 5 gennaio 1767, scrisse del cristianesimo: La nôtre [religion] est sans contredit la plus ridicule, la plus absurde, et la plus sanguinaire qui ait jamais infecté le monde. "La nostra [cioè, la religione cristiana] è sicuramente la religione più ridicola, più assurda e più sanguinaria che abbia mai infettato questo mondo. Vostra Maestà renderà alla razza umana un eterno servizio estirpando questa infame superstizione, non dico tra la plebe, che non è degna di essere illuminata e che è adatta a ogni giogo; dico tra la gente onesta, tra gli uomini che pensano, tra coloro che desiderano pensare. ... Il mio unico rammarico nel morire è di non potervi aiutare in questa nobile impresa, la più bella e rispettabile che la mente umana possa indicare". Dopo Voltaire, la religione non sarebbe mai più stata la stessa in Francia.

#### John Locke
John Locke in particolare esemplifica questa nuova era di teoria politica con la sua opera Due trattati sul governo . In essa, Locke propone una teoria dello stato di natura che integra direttamente la sua concezione di come avviene lo sviluppo politico e di come può essere fondato attraverso obblighi contrattuali. Locke si è opposto alla teoria politica fondata paternamente da Sir Robert Filmer in favore di un sistema naturale basato sulla natura in un particolare sistema dato. La teoria del diritto divino dei re è diventata una fantasia passeggera, esposta al tipo di ridicolo con cui John Locke l'ha trattata. A differenza di Machiavelli e Hobbes, ma come Tommaso d'Aquino, Locke avrebbe accettato il detto di Aristotele secondo cui l'uomo cerca di essere felice in uno stato di armonia sociale come animale sociale. A differenza della visione preponderante di Tommaso d'Aquino sulla salvezza dell'anima dal peccato originale, Locke ritiene che la mente dell'uomo venga in questo mondo come tabula rasa . Per Locke, la conoscenza non è né innata, né rivelata, né basata sull'autorità, ma soggetta a incertezza temperata dalla ragione, dalla tolleranza e dalla moderazione. Secondo Locke, un governante assoluto come quello proposto da Hobbes non è necessario, poiché la legge naturale si basa sulla ragione e sulla ricerca della pace e della sopravvivenza dell'uomo.

#### David Hume
David Hume criticò la teoria del contratto sociale di John Locke e altri in quanto si basava su un mito di un qualche accordo effettivo. Hume era un realista nel riconoscere il ruolo della forza nel forgiare l'esistenza degli stati e che il consenso dei governati era meramente ipotetico. Introdusse anche il concetto di utilità , in seguito ripreso e sviluppato da Jeremy Bentham . Hume coniò anche il problema is-ought, ovvero che solo perché qualcosa è non significa che sia come dovrebbe essere, che fu un'idea molto influente sulla politica normativa.

#### Adam Smith
Noto come il padre del liberalismo, Adam Smith spiegò l'emergere di benefici economici dal comportamento egoistico (la mano invisibile ) di artigiani e commercianti. Pur lodandone l'efficienza, Smith espresse anche preoccupazione per gli effetti del lavoro industriale (ad esempio, attività ripetitive) sui lavoratori. Il suo lavoro sui sentimenti morali cercò di spiegare i legami sociali che migliorano l'attività economica.

#### Immanuel Kant
Immanuel Kant analizza l'uomo e in lui trova una tendenza egoistica, ovverosia una insocievole socievolezza: gli uomini tendono a unirsi in società, ma con una riluttanza a farlo davvero. Essi si associano per la propria sicurezza e si dissociano per i propri interessi. Ma è proprio questa conflittualità a favorire il progresso e le capacità del genere umano, perché gli uomini lottano per primeggiare sugli altri, come gli alberi: si costringono reciprocamente a cercare l'uno e l'altro al di sopra di sé, e perciò crescono belli dritti, mentre gli altri, che, in libertà e isolati fra loro, mettono rami a piacere, crescono storpi, storti e tortuosi.
Secondo Kant, il diritto consiste nella limitazione della libertà di ciascuno alla condizione che essa si accordi con la libertà di ogni altro.
La libertà di ognuno coesiste con la libertà degli altri. Ovviamente l'uomo kantiano non può non avere bisogno di un padrone, ma il padrone non è un altro uomo, bensì il diritto stesso.
Kant conosce le tesi di John Locke sul liberalismo e anch'egli afferma che lo Stato mira a garantire la libertà di ogni persona contro chiunque altro. Lo "Stato repubblicano" che delinea si basa su "Tre principi della ragione":
- la Libertà:
- l'Uguaglianza di tutti di fronte alla legge;
- l'Indipendenza dell'individuo (in quanto cittadino).

Questa visione dello Stato va in conflitto con un qualsiasi dispotismo presente, anche paternalistico. Secondo Kant infatti, «un governo paternalistico è il peggiore dispotismo che si possa immaginare», dato che costringe i sudditi ad attendere che il capo dello Stato giudichi solo mediante la sua bontà.
C'è solo una soluzione a questo problema: essere liberi per poter esercitare le proprie forze nella libertà.

### Karl Marx
Per Karl Marx il governo è, come dice nel Manifesto del Partito comunista, il comitato d'affari della borghesia di quella nazione. È quindi necessaria una frattura rivoluzionaria per passare al comunismo. Resta comunque il concetto di Stato, in un primo momento, la cosiddetta 'dittatura del proletariato'. In realtà il punto di arrivo è in comune con la visione di Lenin: lo Stato borghese si abbatte e non si cambia. L'assenza di stato, la società comunista, è però l'obiettivo finale.

#### John Stuart Mill
Il lavoro di John Stuart Mill sulla filosofia politica inizia in On Liberty, la dichiarazione più influente dei suoi principi liberali. Inizia distinguendo vecchie e nuove minacce alla libertà. La vecchia minaccia alla libertà si trova nelle società tradizionali in cui c'è il governo di uno (una monarchia) o di pochi (un'aristocrazia). Sebbene si possa essere preoccupati per le restrizioni alla libertà da parte di monarchi benevoli o aristocratici, la preoccupazione tradizionale è che quando i governanti sono politicamente irresponsabili nei confronti dei governati governeranno nel proprio interesse, piuttosto che negli interessi dei governati. La teoria esplicita dei diritti di Mill è introdotta nel capitolo V di Utilitarianism nel contesto della sua teoria della sanzione del dovere, che è una forma indiretta di utilitarismo che identifica le azioni sbagliate come azioni che è utile sanzionare. Mill introduce quindi la giustizia come una parte propria del dovere. La giustizia implica doveri che sono doveri perfetti, ovvero doveri che sono correlati ai diritti. La giustizia implica qualcosa che non solo è giusto fare e sbagliato non fare, ma che una persona può pretendere da noi come una questione di diritto. Questi doveri perfetti creeranno quindi libertà e libertà collettiva all'interno di uno stato. Usa, On Liberty per discutere l'uguaglianza di genere nella società. Per Mill, l'utilitarismo era lo strumento perfetto per giustificare l'uguaglianza di genere in The Subjection of Women, riferendosi all'assoggettamento politico, legale e sociale delle donne. Quando una donna si sposava, entrava in una copertura giuridicamente vincolante con il marito; una volta sposata, la sua esistenza legale come individuo veniva sospesa sotto "unità coniugale". Mentre è facile presumere che una donna non si sposerebbe in queste circostanze, essere nubile aveva conseguenze sociali. Una donna poteva avanzare in statura sociale e ricchezza solo se aveva un marito ricco a fare il lavoro di base. Mill utilizza la sua etica utilitaristica per valutare come l'uguaglianza di genere sarebbe il modo migliore per raggiungere "il massimo bene per il maggior numero di persone": "Il principio che regola le relazioni sociali esistenti tra i due sessi ... ed è ora uno dei principali ostacoli al miglioramento umano..."
Il "principale ostacolo" per Mill riguarda la capacità intellettuale delle donne. The Subjection of Women esamina questo aspetto nelle donne della società e sostiene che diminuire il loro potenziale intellettuale spreca la conoscenza e l'abilità di metà della popolazione; tale conoscenza persa potrebbe formulare idee che potrebbero massimizzare il piacere per la società.

#### James Madison
James Madison è stato un politico americano considerato il "Padre della Costituzione " e il padre del Bill of Rights" degli Stati Uniti. Come teorico politico, credeva nella separazione dei poteri e propose un insieme completo di controlli ed equilibri necessari per proteggere i diritti di un individuo dalla tirannia della maggioranza.

#### Thomas Paine
Thomas Paine difese la democrazia liberale, la Rivoluzione americana e la Rivoluzione francese in Common Sense and The Rights of Man.

#### Benjamin Costant
Uno dei primi pensatori ad essere definito "liberale", Benjamin Constant guardò alla Gran Bretagna piuttosto che all'antica Roma per un modello pratico di libertà in una grande società commerciale. Tracciò una distinzione tra la "Libertà degli Antichi" e la "Libertà dei Moderni". La Libertà degli Antichi era una libertà repubblicana partecipativa, che dava ai cittadini il diritto di influenzare direttamente la politica attraverso dibattiti e voti nell'assemblea pubblica. Per sostenere questo grado di partecipazione, la cittadinanza era un gravoso obbligo morale che richiedeva un notevole investimento di tempo ed energia. In genere, ciò richiedeva una sotto-società di schiavi per svolgere gran parte del lavoro produttivo, lasciando i cittadini liberi di deliberare sugli affari pubblici. L'antica Libertà era anche limitata a società relativamente piccole e omogenee, in cui le persone potevano essere comodamente riunite in un unico luogo per trattare gli affari pubblici.
La libertà dei moderni, al contrario, si basava sul possesso di libertà civili, sullo stato di diritto e sulla libertà da eccessive interferenze statali. La partecipazione diretta sarebbe stata limitata: una conseguenza necessaria delle dimensioni degli stati moderni, e anche l'inevitabile risultato dell'aver creato una società commerciale in cui non ci sono schiavi ma quasi tutti devono guadagnarsi da vivere attraverso il lavoro. Invece, gli elettori avrebbero eletto rappresentanti, che avrebbero deliberato in Parlamento per conto del popolo e avrebbero risparmiato ai cittadini la necessità di un coinvolgimento politico quotidiano.
Inoltre, Constant credeva che, nel mondo moderno, il commercio fosse superiore alla guerra. Attaccò l'appetito marziale di Napoleone, sostenendo che era illiberale e non più adatto alla moderna organizzazione sociale commerciale. L'antica libertà tendeva a essere bellicosa, mentre uno stato organizzato sui principi della libertà moderna sarebbe stato in pace con tutte le nazioni pacifiche.

### Romanticismo

#### Jean-Jacques Rousseau
Rousseau analizzò il contratto sociale come espressione della volontà generale e sostenne in modo controverso la democrazia assoluta in cui il popolo in generale avrebbe agito come sovrano . Il Contratto sociale (1762) delinea le basi per un ordine politico legittimo all'interno di un quadro di repubblicanesimo classico, diventando una delle opere di filosofia politica più influenti nella tradizione occidentale. Sviluppò alcune delle idee menzionate in un lavoro precedente, l'articolo Discours sur l'économie politique ( Discorso sull'economia politica ), presente nell'Encyclopédie di Diderot. Il trattato inizia con le drammatiche righe iniziali, "L'uomo nasce libero e ovunque è incatenato. Coloro che si credono padroni degli altri sono in effetti schiavi più grandi di loro".
Rousseau sosteneva che lo stato di natura era una condizione primitiva senza legge o moralità, che gli esseri umani abbandonarono per i benefici e la necessità della cooperazione. Con lo sviluppo della società, la divisione del lavoro e la proprietà privata richiesero alla razza umana di adottare istituzioni di legge. Nella fase degenerata della società, l'uomo è incline a essere in frequente competizione con i suoi simili, diventando al contempo sempre più dipendente da loro. Questa doppia pressione minaccia sia la sua sopravvivenza che la sua libertà.

#### Georg Wilhelm Friedrich Hegel
Hegel ha sottolineato l'"astuzia" della storia, sostenendo che essa seguiva una traiettoria razionale, anche se incarnava forze apparentemente irrazionali. Hegel ha influenzato Marx, Kierkegaard , Nietzsche e Oakeshott.

### Era moderna
Pierre-Joseph Proudhon è comunemente considerato il padre dell'anarchismo moderno, in particolare del mutualismo. Peter Kropotkin è un altro pensatore anarchico classico, che è stato il teorico più influente dell'anarco-comunismo. La versione specifica dell'anarchismo di Mikhail Bakunin è chiamata anarchismo collettivista. Max Stirner è stato il principale rappresentante della corrente anarchica nota come anarchismo individualista e il fondatore dell'egoismo etico che sostiene l'anarchia.
Henry David Thoreau fu un influente pensatore anarchico che scrisse su argomenti quali pacifismo, ambientalismo e disobbedienza civile, in particolare con la sua opera Disobbedienza civile, che influenzò importanti attivisti politici successivi come Lev Tolsto , Mahatma Gandhi e Martin Luther King Jr. Sostenitore intransigente del diritto del singolo cittadino a cercare giustizia prima di quella dello Stato, fu anche un aperto sostenitore e apologista di John Brown dopo il suo raid su Harper's Ferry a scopo abolizionista, scrivendo A Plea for Captain John Brown e The Last Days of John Brown.
Noam Chomsky è uno dei principali critici della politica estera statunitense, del neoliberismo e del capitalismo di stato contemporaneo, del conflitto israelo-palestinese e dei media tradizionali. Le sue idee si sono dimostrate altamente influenti nei movimenti anticapitalisti e anti-imperialisti e si allineano con l'anarcosindacalismo e il socialismo libertario.

#### Scuola austriaca
Friedrich Hayek sosteneva che la pianificazione centralizzata era inefficiente perché i membri degli organi centrali non potevano avere abbastanza informazioni per abbinare le preferenze dei consumatori e dei lavoratori alle condizioni esistenti. Hayek sosteneva inoltre che la pianificazione economica centralizzata, un pilastro del socialismo, avrebbe portato a uno stato "totale" con un potere pericoloso. Egli sosteneva il capitalismo del libero mercato in cui il ruolo principale dello stato è quello di mantenere lo stato di diritto e lasciare che si sviluppasse un ordine spontaneo.
Economista della scuola austriaca, Murray Rothbard è stato il teorico centrale dell'anarco-capitalismo.

#### Democrazia cristiana
La democrazia cristiana è un'ideologia di centro-destra ispirata alla dottrina sociale cristiana.  È nata come reazione all'industrializzazione e all'urbanizzazione associate al capitalismo del laissez-faire. Jacques Maritain è stato riconosciuto come il principale filosofo cristiano-democratico. Le idee chiave del pensiero cristiano-democratico includono il personalismo, il popolarismo, la sussidiarietà, e l'amministrazione.
Nell'Europa del dopoguerra, i partiti cristiano-democratici dominavano la politica in diverse nazioni: il Partito Popolare Cristiano in Belgio, la CDU e la CSU in Germania, il Fine Gael e il Fianna Fáil in Irlanda e la Democrazia Cristiana in Italia.  Molti europei del dopoguerra vedevano la democrazia cristiana come un'alternativa moderata agli estremismi del nazionalismo di destra e del comunismo di sinistra. I partiti cristiano-democratici erano particolarmente popolari tra le donne europee, che spesso votavano per questi partiti in larga misura a causa delle loro politiche pro-famiglia.

#### Comunitarismo
Un altro dibattito si è sviluppato attorno alle (distinte) critiche alla teoria politica liberale avanzate da Michael Walzer, Michael Sandel e Charles Taylor. Il dibattito liberale-comunitario è spesso considerato prezioso per generare una nuova serie di problemi filosofici, piuttosto che uno scontro di prospettive profondo e illuminante. Questi e altri comunitaristi (come Alasdair MacIntyre e Daniel A. Bell) sostengono, contra il liberalismo, che le comunità sono anteriori agli individui e quindi dovrebbero essere il centro dell'attenzione politica. I comunitaristi tendono a sostenere un maggiore controllo locale così come politiche economiche e sociali che incoraggiano la crescita del capitale sociale.

#### Conservatorismo
Membro irlandese del parlamento britannico, Edmund Burke è accreditato della creazione del pensiero conservatore. Le Riflessioni sulla Rivoluzione in Francia di Burke sono il suo scritto più popolare, in cui denuncia la Rivoluzione francese, sebbene sostenga la Rivoluzione americana .
Esponente del conservatorismo liberale, il sociologo francese Alexis de Tocqueville è noto per le sue opere La democrazia in America e L'antico regime e la rivoluzione.
Teorico politico tedesco del movimento Conservative Revolution, Carl Schmitt sviluppò i concetti della distinzione amico/nemico, dello stato di eccezione e della teologia politica. Sebbene i suoi libri più influenti siano stati scritti negli anni '20, continuò a scrivere in modo prolifico fino alla sua morte (in quasi esilio accademico) nel 1985. Influenzò pesantemente la filosofia politica del XX secolo.
Leo Strauss rifiutò notoriamente la modernità, principalmente sulla base di quella che percepiva come l'eccessiva autosufficienza della ragione della filosofia politica moderna e le basi filosofiche imperfette della normatività morale e politica. Sosteneva invece che dovremmo tornare ai pensatori premoderni per le risposte alle questioni contemporanee. La sua filosofia ebbe un'influenza sulla formazione del neoconservatorismo e molti dei suoi studenti in seguito divennero membri dell'amministrazione Bush.

#### Intersezionalità
Colonialismo e razzismo erano questioni importanti emerse durante gli anni '50 e '60. L'ascesa del femminismo, dei movimenti sociali LGBT e la fine del dominio coloniale e dell'esclusione politica di minoranze come gli afro-americani e le minoranze sessuali nel mondo sviluppato hanno portato il pensiero femminista, postcoloniale e multiculturale a diventare significativo. Ciò ha portato a una sfida al contratto sociale da parte dei filosofi Charles W. Mills nel suo libro The Racial Contract e Carole Pateman nel suo libro The Sexual Contract secondo cui il contratto sociale escludeva rispettivamente le persone di colore e le donne. Michel Foucault ha criticato la concezione moderna del potere sulla base del complesso carcerario e di altre istituzioni proibitive, come quelle che designano la sessualità, la follia e la conoscenza come radici della loro infrastruttura, una critica che ha dimostrato che la sottomissione è la formazione del potere dei soggetti in qualsiasi forum linguistico e che la rivoluzione non può essere semplicemente pensata come l'inversione del potere tra classi.

### Karl Popper
Parallelamente al suo pensiero epistemologico Karl Popper sviluppa un'innovativa dottrina politica.
Popper critica infatti il pensiero politico sia di Hegel sia di Marx imputando loro l'errore di pretendere di conoscere il corso del futuro della storia, svuotando così inevitabilmente il presente di responsabilità morale.
La loro diviene dunque una visione utopica che nasconde una componente di violenza e di prevaricazione che si concretizza nella nascita di una società totalitaria, da lui definita, con il termine coniato da Henri Bergson di società chiusa. All'utopia Popper contrappone l'ipotesi di una società aperta, retta da istituzioni democratiche autocorreggibili, fondata sulla libertà, sul dialogo e sulla tolleranza

### John Rawls
La teoria neocontrattualistica di John Rawls pone l'accento sul fatto che per decidere su quali principi la società debba regolarsi, sia in qualche modo necessario un accordo, condividendo non un principio ma una procedura (il cosiddetto velo di ignoranza), che permette di trovare un accordo che, nella teoria della giustizia, è un patto sui principi di giustizia che devono regolare la nostra società. In particolare i principi sono due. Il primo principio riguarda le istituzioni politiche ed è il principio di massimizzazione della libertà tanto caro a John Stuart Mill. Vi è poi il principio di differenza. Questo principio riguarda l'idea per la quale ciascun vantaggio o bene sociale primario di cittadinanza deve essere distribuito egualmente a meno che una qualche ineguaglianza nella sua distribuzione non vada a vantaggio di chi è più svantaggiato. John Rawls realizza così una teoria della giustizia basata sull'equità, fondendo insieme tra loro i due grandi termini del vocabolario politico della tradizione democratica: libertà e uguaglianza.

### I Contrattualisti
Nell'epoca contemporanea la filosofia politica, oltre a occuparsi secondo schemi tradizionali dello studio dello Stato (inteso come centro del potere politico), analizza e studia tutto ciò che riguarda il pubblico e in questo senso anche problemi di natura sociale ed economica. In particolare Salvatore Veca, in un'epoca caratterizzata dalla crisi della statualità, è fautore, specificatamente nell'opera La bellezza e gli oppressi. Dieci lezioni sull'idea di giustizia, di una teoria della giustizia globale, ovvero un ripensamento cosmopolitico e sovranazionale delle logiche politiche moderne (basate su legalità, costrizione e monopolio della violenza).

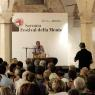
Salvatore Veca al Festival della Mente 2011

Contrapposta a questa visione contrattualista si erge invece la prospettiva di quanti, come Robert Nozick, Murray Newton Rothbard e Hans-Hermann Hoppe propendono per il superamento di ogni struttura di potere centralizzato ed egemone, e propongono - all'interno di un quadro concettuale libertario e liberale - un ordine policentrico e concorrenziale di agenzie protettive in libera concorrenza tra loro. D'importanza cruciale a proposito è il testo di riferimento della teoria liberale e anarco-individualista di Murray Newton Rothbard "L'Etica della Libertà".

## Riviste scientifiche italiane di settore
- Filosofia politica
- Politics. Rivista di Studi Politici